# Elizabeth Longford

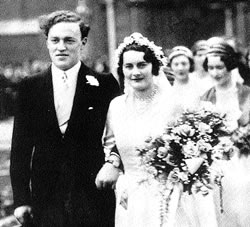
Elizabeth Pakenham tijdens haar bruiloft, op 3 november 1931.

Elizabeth Pakenham, gravin van Longford, CBE, beter bekend als Elizabeth Longford (30 augustus 1906 – 23 oktober 2002) was een Brits schrijfster. Als overtuigd socialiste was ze actief in de Britse Labour-partij; ze was parlementskandidaat maar werd niet gekozen.
Haar man, Frank Pakenham, 7e graaf van Longford, en drie van haar kinderen Antonia Fraser, Rachel Billington en Thomas Pakenham hebben boeken gepubliceerd. Ze was de schoonmoeder van dichter en Nobelprijswinnaar Harold Pinter.